# Lago Karachai
El lago Karachai (en ruso: Карача́й), transcrito a veces Karachay, es un pequeño lago situado en el sur de los montes Urales, en Rusia Occidental. A comienzos de 1951, cuando aún existía la Unión Soviética, el lago fue usado como depósito de residuos radiactivos de la planta de procesamiento de combustible nuclear Mayak, en la ciudad de Ozyorsk (ahora de Cheliábinsk).

## Estatus actual
De acuerdo a la declaración sobre desechos nucleares del Worldwatch Institute, Karachai es el sitio "más contaminado" de la Tierra. El lago tiene 4,44 exabecquerelios (EBq) de radiactividad, de los cuales 3,6 EBq son de Cesio-137 y 0,74 EBq de Estroncio-90. Para comparar, el desastre de Chernóbil proporcionó entre 5 y 12 EBq de radiactividad y no toda estaba concentrada en el mismo sitio.
El nivel de radiación en la zona cercana al afluente radiactivo del lago es de 600 roentgen por hora (6 Sievert por hora), suficiente para matar un ser humano en apenas una hora.

## Historia
Comenzando los años 1960, el lago comenzó a secarse; y su área bajó de 0,5 km² en 1951 a 0,15 km² para finales de 1993. En 1968, seguido a una sequía en la región, el viento arrastró polvo radiactivo de las zonas secas, irradiando medio millón de personas con 185 petabecquerels (5 MCi) de radiación.
Entre 1978 y 1986 el lago fue llenado con al menos 10 000 bloques de mortero de cemento para prevenir que la sedimentación se traslade.